# قاسم یکم ادریسی
قاسم کنون بن محمد، یازدهمین فرمانروا و سلطان مراکش (شهر فاس) از دودمان ادریسی بود. او در سال ۹۳۷ میلادی با پایان بخشیدن به سلطنت خلافت فاطمیان (عبیدالله مهدی) بر مراکش، حکومت خود بر شهر فاس را آغاز کرد. قاسم به‌مدت ۱۱ سال بر فاس حکومت کرد تا این که در سال ۹۴۸ درگذشت و پسرش احمد یکم بر تخت نشست.